# Bartramia glaziovii
Bartramia glaziovii là một loài rêu trong họ Bartramiaceae. Loài này được Hampe Müll. Hal. mô tả khoa học đầu tiên năm 1900.